# Ulrich Röbbelen
Ulrich Röbbelen (* 13. Dezember 1944 in Hildesheim; † 24. Januar 2007 in Leipzig) war von 1991 bis zu seinem Tod Geschäftsführer der Evangelischen Verlagsanstalt in Leipzig.

## Leben
Röbbelen studierte Evangelische Theologie, Soziologie und Erziehungswissenschaften und leitete anschließend eine soziale Einrichtung in Hamburg. 1978 entsandte ihn das Nordelbische Missionszentrum in die Evangelisch-Lutherische Kirche nach Papua-Neuguinea, wo er bis 1987 als Missionar für Schul- und Erziehungsarbeit zuständig war. 1988 wurde Röbbelen Geschäftsführer des Ausschusses für Kirchliche Weltdienste und Beauftragter der Nordelbischen Evangelisch-Lutherischen Kirche für Kirchliche Entwicklungsdienste. Von 1990 bis 1991 lehrte er Orientalistik an der Universität Hamburg.
Seit 1991 war er Geschäftsführer der Evangelischen Verlagsanstalt in Leipzig. Röbbelen baute den Verband der Zeitschriftenverlage in Sachsen, Sachsen-Anhalt und Thüringen mit auf. Über Jahre war er dessen Vorstandsmitglied und Schatzmeister. Von 2005 an war er zudem Geschäftsführer der Evangelischen Medienhaus-GmbH Leipzig.
Röbbelen starb 2007 an den Folgen eines Herzinfarkts.